# Ich Troje
Ich Troje és un grup de música pop-rock polonès format per Michał Wiśniewski, Jacek Łągwa, Magdalena Pokora, Justyna Majkowska (2000-2003) i Ania Wiśniewska.

## Carrera
Ich Troje va crear-se el 1996 amb el lletrista Michał Wiśniewski i el compositor Jacek Łągwa. Wiśniewski, el carismàtic cantant pèl-roig, va ser la persona més popular en els negocis del xou polonès durant diversos anys. El nom del grup podria traduir-se al català per Tots tres.

## Membres del grup
- Jacek Łągwa: creador i pianista
- Michał Wiśniewski: creador i vocalista
- Magdalena Pokora (1996-2000)
- Justyna Majkowska: (2000-2003)
- Anna Wiśniewska: (2003-present)